# Патруль

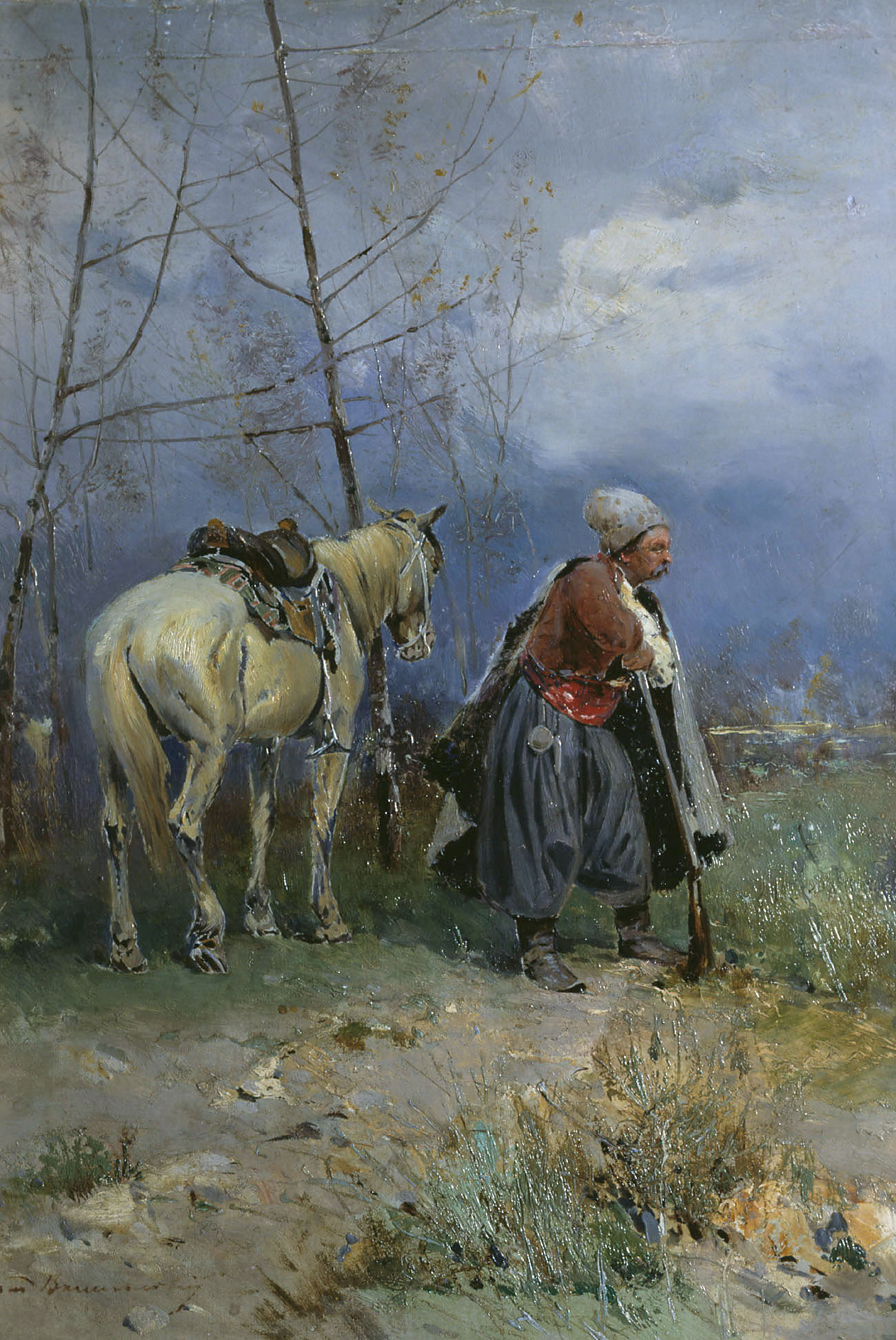
С. И. Васильковский картина «Запорожец в дозоре»

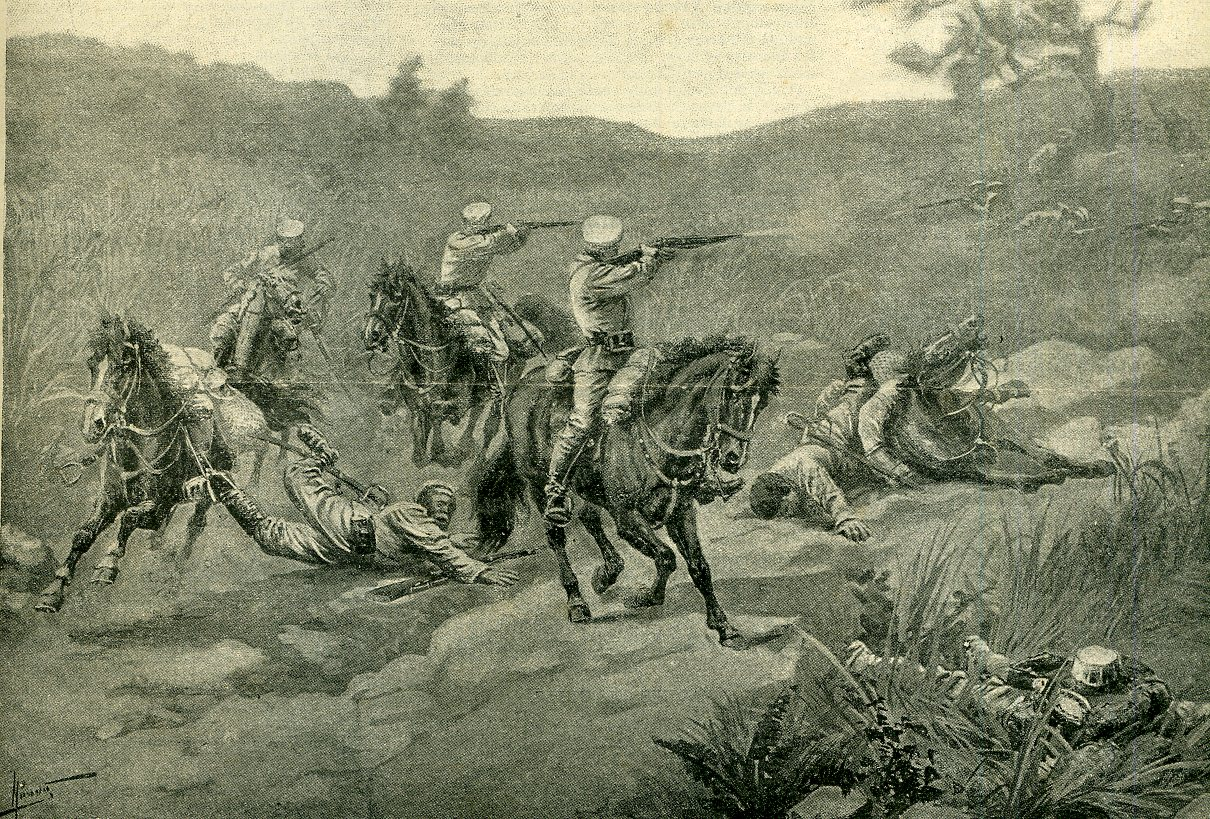
Русский дозор попал в засаду, гравюра времен Японской войны

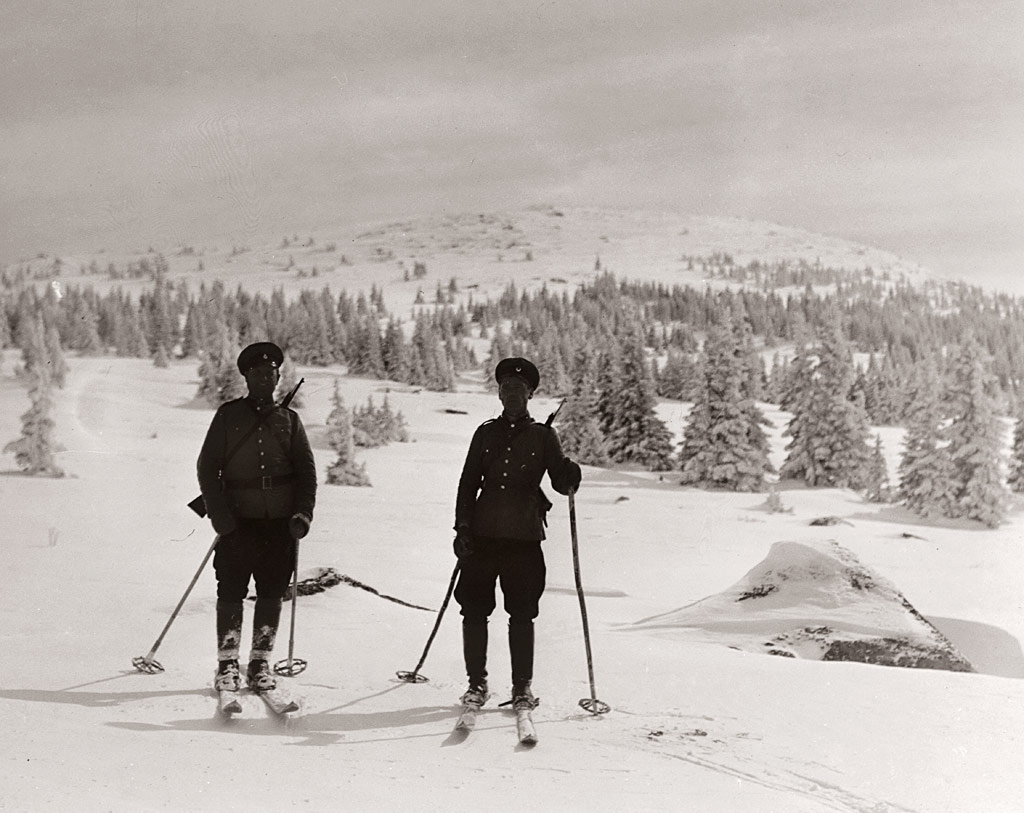
Лыжный патруль в 1930-х годах

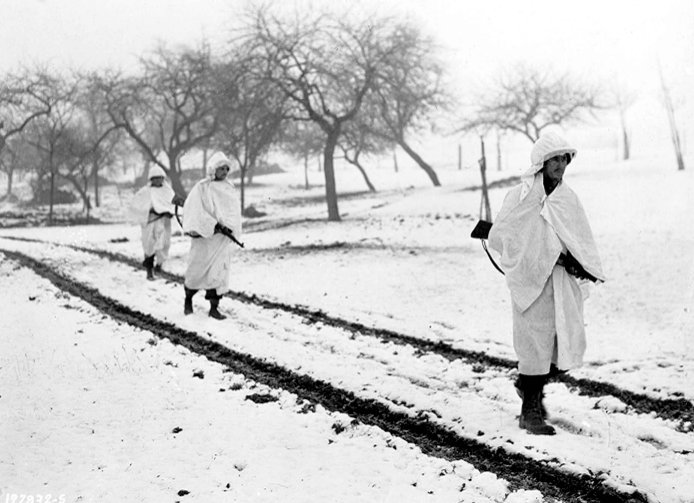
Американский патруль в Европе, декабрь 1944 года

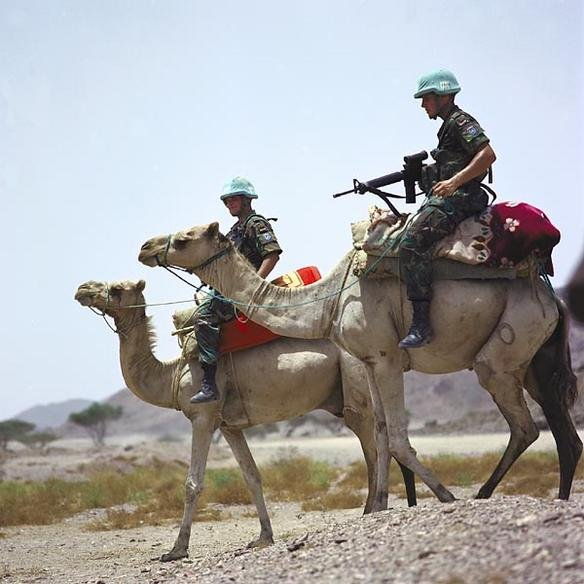
Верховой патруль Миротворческих Сил ООН в Эритрее

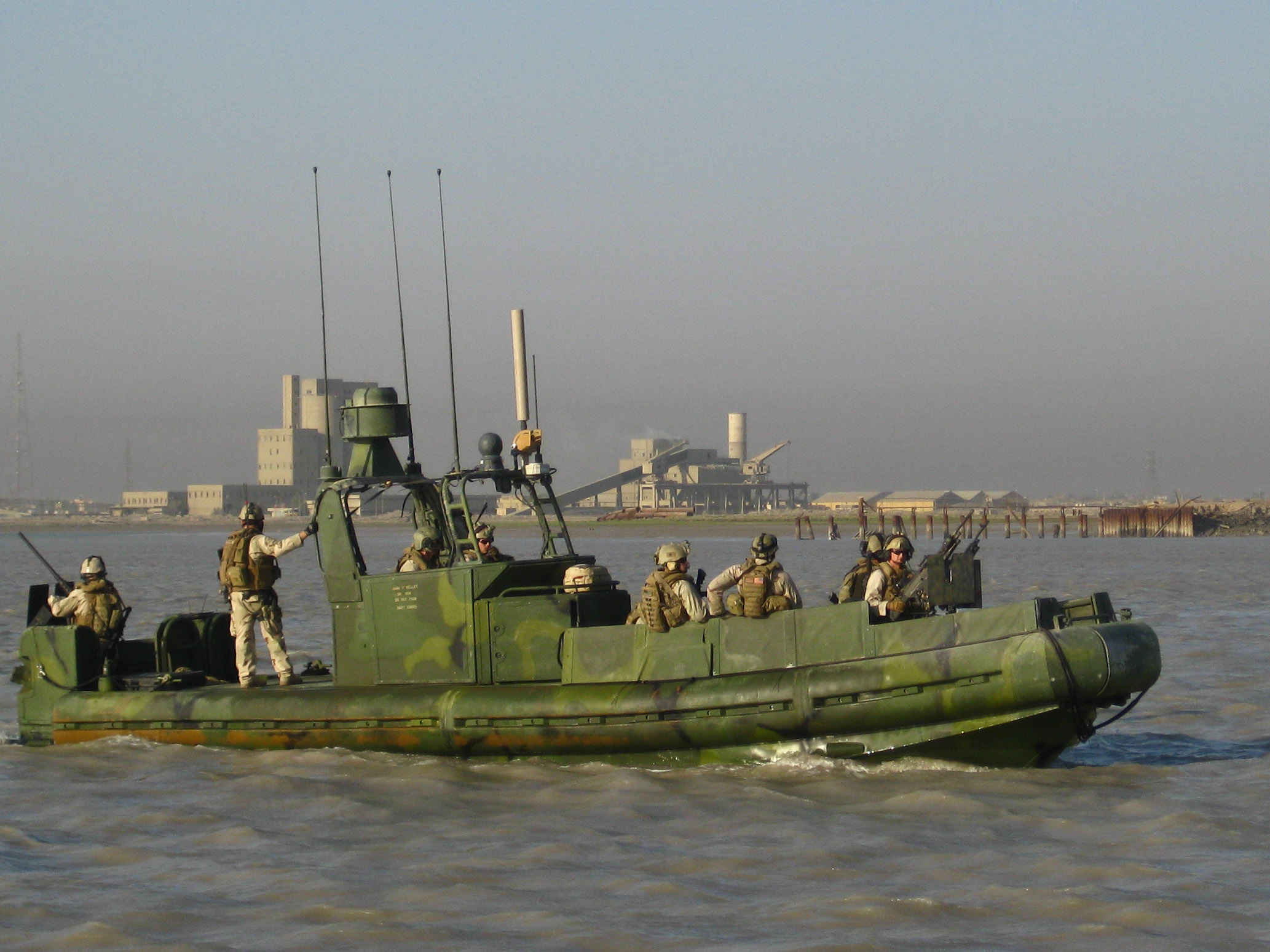
Патрульный катер

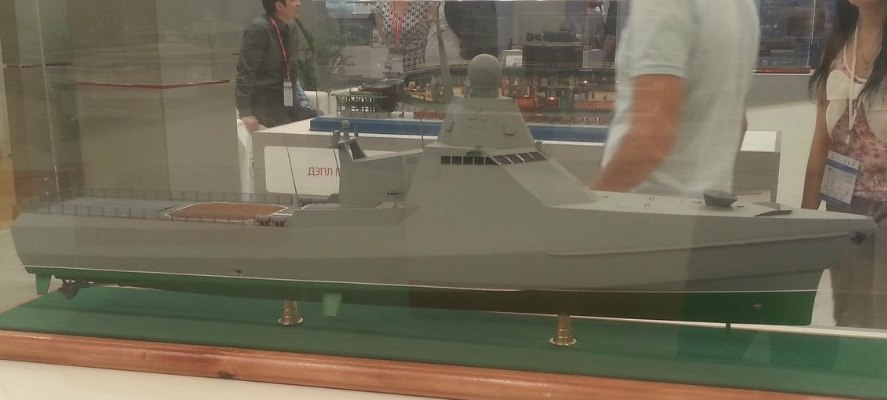
Модель патрульного корабля проекта 22160 на выставке «Армия 2015»

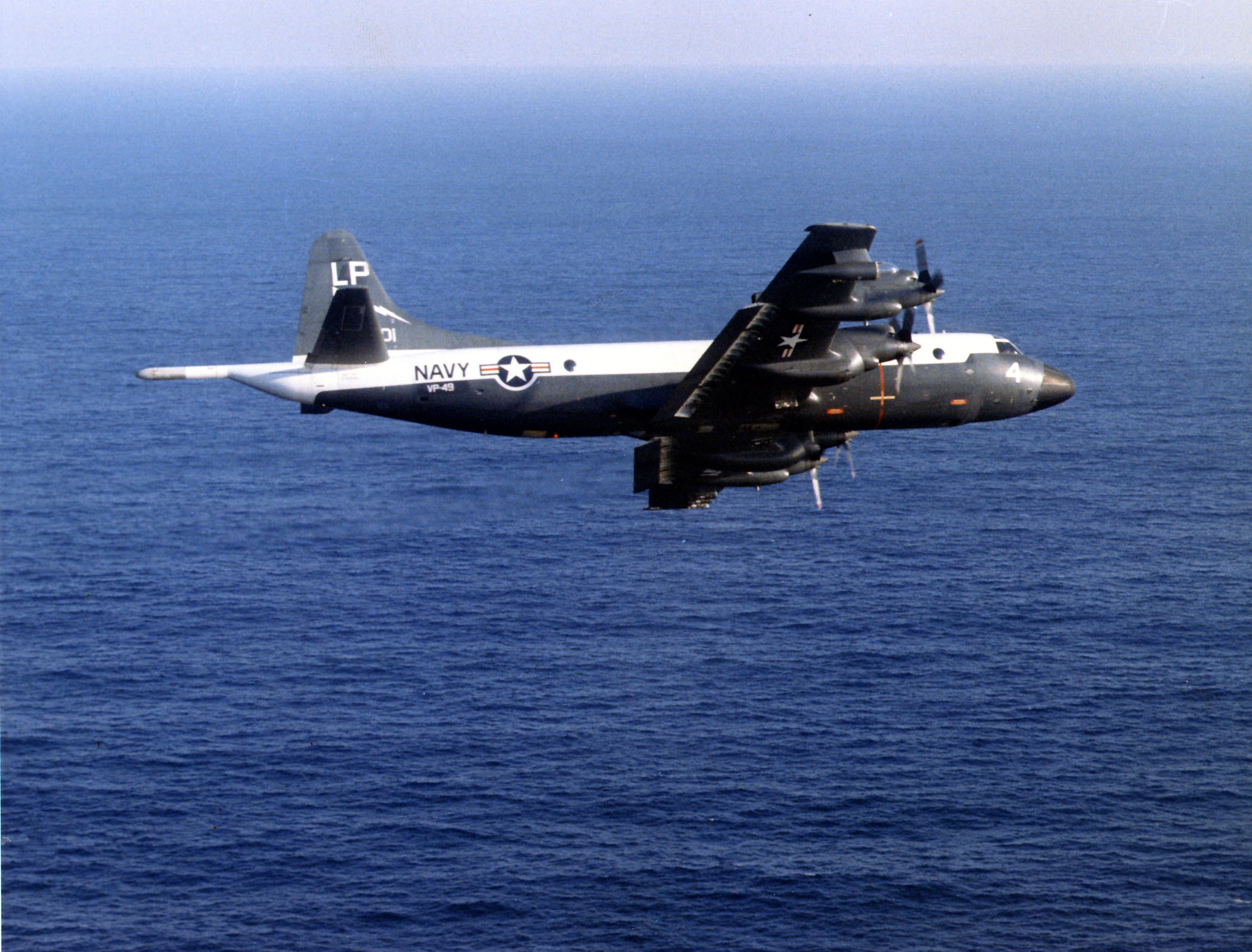
Противолодочный патрульный самолёт P-3A «Орион»

Патру́ль (от фр. patrouille — «дозор») — временное или постоянное формирование (группа), подвижный (пеший, верхом или на транспорте) небольшой вооружённый отряд, назначенный для осмотра местности, поддержания порядка или проверки охранения.
Патруль как группа военнослужащих (а иногда и небольшое подразделение) в военное время, может назначаться для наблюдения за противником, охранения и прикрытия определённого района (полосы, участка) обороны. В мирное время патруль как группа военнослужащих для патрулирования в гарнизоне (гарнизонный патруль) или в черте военного городка (внутренний патруль). Сайт Минобороны России указывает, что патрули могут также назначаться в военно-автомобильной инспекции (ВАИ) гарнизона.
Ранее патруль определяли как ночной объезд, делаемый военнослужащими (солдатами) для безопасности города, для обхода городских улиц или лагеря и также сама группа (отряд), делающий данный объезд. В Малом энциклопедическом словаре Брокгауза и Ефрона патруль определён как небольшой отряд солдат, назначаемый для обхода, дозора, для проверки караулов и часовых.
В Россию употребление слова пришло с наёмными военнослужащими выборных полков Русского войска.
Русский синоним патруля — «дозор» или рунд; также есть слово «разъезд», в данном случае означающее конный патруль. В Военной энциклопедии Сытина указано что термин патруль — выведен из официального употребления, и в действующем уставе полевой службы (издания 1912 года) употреблён термин «дозор». Дозор может быть, разведывательным, охранения и другим. В военной энциклопедии уточнено, что различали 4 типа дозора: походный, сторожевой, для связи, поверочный.

## История
Слово «патруль» происходит от французского patrouille («дозор»), от patrouiller («делать обход, ходить дозором, охранять»), первоначально — «бродить по грязи», возможно, от старо-французского patouiller («шлёпать по грязи») или от patte («лапа, копыто»).
Человека, входящего в состав патруля называют «патрульным», действие патруля — «патрулированием». Задачи патруля могут производить вооружённые силы, внутренние войска, полиция, ведомственная охрана. Патрулирование возможно производить:
- пешком;
- верхом;
- на автомобилях (автопатруль) или мотоциклах (мотопатруль);
- на броневой технике;
- его также могут осуществлять авиация (авиапатруль: самолёты, вертолёты, и так далее), корабли.

Также «патрулями» называют гражданские группы, осуществляющие наблюдение за какими-либо объектами или территориями в целях их контроля, проверки или охраны:
- лесной (или зелёный) патруль
- речной (или голубой) патруль
- ледовый патруль
- радиометеорный патруль[прояснить][источник не указан 970 дней](может Метеорный патруль?)
- медвежий патруль

Первичная группа из 5 скаутов носит название «патруль».

## ВС России
В Русской императорской армии в соответствии с уставом гарнизонной службы патруль наряжали:
- от караула, в числе не менее двух человек — для поверки несения службы часовых (терминология того времени, исправности часовых, а также в случае какого-либо происшествия — для разузнания и донесения о нём, а равно для наблюдения за порядком среди нижних чинов в прилегающей к казармам местности);
- в помощь полиции (пеший или конный называли «разъездом») для охранения общественного порядка, по особым распоряжениям командующих войсками в округах.

В ВС России, современного периода, для охраны и обороны гарнизонных объектов, поддержания воинской дисциплины, порядка и контроля за соблюдением воинской дисциплины военнослужащими на улицах и в других общественных местах, на железнодорожных станциях, вокзалах, в портах, аэропортах, а также в прилегающих к гарнизону населённых пунктах и в других общественных местах гарнизона и выполнения других задач гарнизонной службы назначается гарнизонный наряд, куда входят гарнизонные патрули. Они назначаются не позднее чем за сутки до заступления в наряд. Командиры воинских подразделений, от которых назначается гарнизонные патрули, несут ответственность за подбор личного состава и его подготовку к несению службы, своевременное направление на инструктаж и прибытие на развод. Накануне заступления в наряд в штабе воинской части начальникам гарнизонных патрулей вручаются предписания, на основании которых военный комендант гарнизона выдаёт начальникам патрулей — удостоверения начальников патрулей, в которых указываются маршрут движения, время патрулирования и особые обязанности. Состав патруля должен иметь на левой стороне груди (левом рукаве) нагрудный знак (повязку из красной ткани) с соответствующей надписью. 
Гарнизонные патрули (а при военной комендатуре — резервный патруль с транспортным средством) назначаются на сутки или только на определённое время дня или ночи и могут быть пешие, на мотоциклах или автомобилях. Патруль, назначенный на сутки, несёт службу, чередуя патрулирование в течение 4 часов с двухчасовым отдыхом в военной комендатуре. В состав каждого гарнизонного патруля входят начальник патруля и два — три патрульных. Начальником патруля, в зависимости от задач службы, возлагаемых на патруль, может быть назначен офицер, прапорщик (мичман) или сержант (старшина). Патрульные назначаются из числа дисциплинированных, требовательных, подтянутых в строевом отношении и физически развитых солдат (матросов) или сержантов (старшин) одного подразделения. Также при определённых условиях может назначаться офицерский патруль, в котором все военнослужащие имеют офицерское звание, и старший офицерский патруль, в котором начальник патруля — старший офицер (майор или подполковник). Личный состав патруля вооружается личным оружием.